# Marie-Magdeleine Lessana
Marie-Magdeleine Lessana est une psychanalyste et femme de lettres française.

## Formation
Marie-Magdeleine Lessana a d'abord suivi une formation de mathématicienne puis de psychologue, tout en s'initiant aux arts plastiques. En 1977, elle devient maître assistant à l’Université Paris VII en Sciences Humaines Cliniques, où elle enseigne la psychanalyse (théorie et clinique). En formation à l’École freudienne de Paris dirigée par Jacques Lacan, elle commence à pratiquer la psychanalyse qui devient son activité principale, parallèlement à l'écriture. En 1985, elle prend part, avec d’anciens élèves de Lacan regroupés autour de la revue Littoral, à laquelle elle contribue sous le nom de Marie-Magdeleine Chatel, à la fondation de l’École lacanienne de psychanalyse qui vise à mettre l’enseignement de Lacan à l’épreuve de la critique.

## Malaise dans la procréation
Marie-Magdeleine Lessana a tenu pendant quinze ans une consultation à la Maternité Saint Vincent de Paul, où elle recevait des femmes lors de leur grossesse, ainsi que des femmes confrontées à des symptômes de stérilité, ou à la mort subite du nourrisson. Elle y conduisait également les entretiens préalables aux demandes d’I.V.G. Son livre, Malaise dans la procréation (publié en 1993 sous le nom Marie-Magdeleine Chatel), est issu de cette expérience. Dans cet ouvrage, elle met en lumière l’emprise sur la procréation du « tout médical » qui, avec sa gestion rationnelle de la stérilité, interfère sur le désir intime, et produit des effets paradoxaux inhibiteurs de la fécondité. Elle étudie l’impact du discours médical sur la demande des femmes, et replace la procréation dans des agencements de désir. Elle participe alors à de nombreux débats polémiques sur la procréation médicalement assistée, collaborant notamment à l’ouvrage critique Le magasin des enfants (1994), dirigé par Jacques Testart.

## Entre mère et fille
Ayant quitté l’enseignement universitaire et sa consultation à l’hôpital, elle s’implique dans de nombreux séminaires, enseignements et colloques, en France et à l’étranger, sur des questions de psychanalyse, comme le symptôme, ou encore l’érotisme féminin à nouveau questionné. Elle écrit Entre mère et fille : un ravage, livre publié en 2000, vendu depuis lors à plus de cinquante-mille exemplaires. En revisitant le destin de couples mère-fille célèbres (Madame de Sévigné et Mme de Grignan, Marlène Dietrich et sa fille, les sœurs Papin et leur mère, etc.) et le livre de Marguerite Duras Le ravissement de Lol V. Stein, Marie-Magdeleine Lessana analyse les particularités du lien mère-fille. « Le ravage entre mère et fille n’est pas un duel ni le partage d’un bien, c’est l’expérience qui consiste à donner corps à la haine torturante, sourde, présente dans l’amour exclusif entre elles, par l’expression d’une agressivité directe ». En montrant les modes de résolution de ce ravage elle propose une théorie de sortie des identifications.

## L'éditrice
Active dans le domaine de l’édition liée à la psychanalyse, elle crée et dirige de 1999 à 2005 la collection atelier aux Éditions et Publications de l’École Lacanienne où seront édités Marguerite Anzieu, Marguerite Duras, Leo Bersani et Ulysse Dutoit, Toni Negri. En 2001, elle exhume et publie en fac-similé chez Pauvert les éditions originales d’Histoire de l’œil et de Madame Edwarda de Georges Bataille, éditions clandestines tirées à quelques exemplaires, d'une extrême rareté. Cette publication s’accompagne d’un texte de présentation, De Borel à Blanchot, une joyeuse chance, Georges Bataille, où Marie-Magdeleine Lessana déplie comment l’écriture obscène est venue à Georges Bataille.

## Littérature
Elle s’engage alors de plus en plus en littérature, publiant récits, monographies littéraires, et romans, tout en poursuivant sa pratique analytique.
En 2002, elle publie son premier roman, Chambre d’accusation, fruit d’une écriture qui s’est imposée à elle, autofiction troublante surgie de la violence des relations intimes. Suivront Ne quittez pas (2006), et Mon frère (2009), évocation de l’enfance, récit de la réminiscence lumineuse du lien privilégié entre la narratrice et un frère aimé et perdu.
En 2005, son livre Marilyn, portrait d'une apparition, « fusion du portrait de l’artiste et de son œuvre », produit une Marilyn Monroe libre, intelligente, allant chercher jusque dans sa déréliction la force de son apparition. Marie-Magdeleine Lessana y analyse la performance de Marilyn qui, en artiste d’une exigence émotionnelle hors du commun, n’a cessé d’inventer l’image-mouvement qui a marqué la scène du XXe siècle.

## La psychanalyste, l'art et les artistes
Marie-Magdeleine Lessana s'engage auprès des artistes (arts plastiques, danse, théâtre) et participe à des productions originales de l'art contemporain. En 2007, elle a été l'une des 107 femmes « choisies pour leur métier, leur talent » à qui Sophie Calle avait demandé « d'interpréter sous un angle professionnel » un mail de rupture pour Prenez soin de vous, œuvre présentée à la Biennale de Venise, associant narration et images.
En 2008, Marie-Magdeleine Lessana accompagne au Mali une troupe dans une action théâtrale « mixant musique, mime, improvisation et textes avec des artistes africains ». Expérience dont elle tirera un livre. Elle y raconte ce qui fut pour elle une aventure spontanée et comment elle finit par occuper une position de « regard extérieur », fonction encore peu répandue dans le théâtre français.
Cette affinité avec les artistes, le questionnement de la psychanalyse — cf ses activités à l'École lacanienne de psychanalyse — et la prise en compte d'auteurs comme Félix Guattari, Donna Haraway ou encore Catherine Lord, oriente Marie-Magdeleine Lessana vers une conception post-lacanienne de la psychanalyse qu'elle tente de déplier en 2013 dans son texte Manifeste sur la position du psychanalyste au XXIe siècle. Cette position affirme l'importance du lien entre psychanalyse, art, et politique.

## Œuvres

### Essais
- Le magasin des enfants, contribution à l'ouvrage collectif sous la direction de Jacques Testart, éditions François Bourin, 1990.
- Malaise dans la procréation, sous le nom Marie-Magdeleine Chatel, Éditions Albin Michel, 1993.
- La Raison de Lol, à propos du Ravissement du Lol V. Stein, éd. EPEL, 1999.
- Entre mère et fille : un ravage, Éditions Pauvert, 2000.
  - rééd. Hachette, 2002.
  - rééd. Éditions Fayard, coll. « Pluriel », 2010.
- De Borel à Blanchot, une joyeuse chance, Georges Bataille, Éditions Pauvert, 2001, in Georges Bataille: Histoire de l'Œil (Version illustrée par André Masson (1928) et Nouvelle Version illustrée par Hans Bellmer (1947)) et Madame Edwarda (Version illustrée par Jean Fautrier (1945) et Version nouvelle illustrée par Hans Bellmer (1965)).
- Paix Attitude in Eclats de Paix ouvrage collectif sous la direction de Alain Mingam, Éd. Le Chêne, 2004.
- Marilyn : portrait d'une apparition, Éditions Bayard, 2005.
- Marilyn Monroe et Arthur Miller, Au risque d'apparaître, in collectif L'amour fou, Maren Sell Éditeurs, 2006.

### Romans
- Chambre d'accusation, Éditions Pauvert, 2002.
- Ne quittez pas, Maren Sell éditeurs, 2006.
- Mon frère, Éditions Ramsay, 2009, Prix Anti-Œdipe (2010).

### Récits
- Un théâtre de l’émotion au Mali, L'Harmattan, 2014.
- En suivant la mer, éditions Paulsen, 2016[33].

### Chroniques
- La Revue Littéraire[34].
- Librairie Dialogues[35].

### Articles
- La mort abandonnée, in L'Impossible, L'autre journal, no 11, mars 2013.
- Marilyn l'incessante, in Luna Park, no 7, mars 2013.
- Témoignage de fin de vie ou Les dangers du protocole[36].
- On ressemble à ce que l'on dénonce[37].
- Mettray no 8. Septembre 2015[38].

## Contributions dans le champ de la psychanalyse

### Articles
- Revue Littoral[3].

### Séminaires et conférences
- New York, contributions régulières depuis 1987 dans le cadre de l'Association Après-Coup[39].
- Paris, École Lacanienne de psychanalyse, Clinic Zones[40].